# Киряков, Пётр Петрович
Пётр Петрович Киряков (род. 11 января 1975, Красноярск) — российский шахматист, гроссмейстер (1998).
Кандидат физ.-мат. наук
Обучался в шахматной школе Марка Дворецкого (1990—1992).
Спортивные достижения
- Чемпион России среди юношей 1989, 1990 года (до 15 лет) 1993 года (до 20 лет).
- Чемпион России по решению композиций (1991).
- Призёр Чемпионата Европы среди юниоров до 20 лет (1993 год, Дания) 5-7 место.
- Победитель и призёр ряда международных турниров: Санкт-Петербург, 2000, Гастингс (Великобритания) 2000/01, Лас-Вегас (США) 2003, Санто-Доминго (Доминиканская республика) 2003, Порт-Эрин (Остров Мэн) 2004, Даллас (США) 2004, Оксфорд, 2005, Чикаго 2005.
- Чемпион Сибирского федерального округа (2008).
- 1-2 место в командном чемпионате России 2006 (в составе команды «ТПС», Саранск, Мордовия).

## Изменения рейтинга
| Графики недоступны из-за технических проблем. См. информацию на Фабрикаторе и на mediawiki.org. |